# Sapromyza guttulata
Sapromyza guttulata är en tvåvingeart som beskrevs av Macquart 1846. Sapromyza guttulata ingår i släktet Sapromyza och familjen lövflugor. Inga underarter finns listade i Catalogue of Life.